# Viceministerio de Comunicaciones del Perú
El Viceministerio de Comunicaciones del Perú es el Despacho Viceministerial dependiente del Ministerio de Transportes y Comunicaciones, en el cual se encarga de la infraestructura y servicios de comunicaciones a nivel nacional.

## Funciones
1. Formular, coordinar, ejecutar y supervisar la política nacional de sector comunicaciones, de conformidad con la política general del gobierno
2. Proponer o aprobar planes, estrategias, normas, lineamientos, entre otros, para el desarrollo del sector comunicaciones, según corresponda
3. Coordinar, orientar y supervisar las actividades de los órganos del ministerio y de las entidades bajo el ámbito del sector comunicaciones
4. Coordinar con los gobiernos regionales y locales la implementación de las políticas nacionales y evaluar su cumplimiento, en el ámbito de su competencia.
5. Expedir Resoluciones Viceministeriales en el ámbito de su competencia
6. Suscribir y supervisar convenios, acuerdos, actas, entre otros, con entidades públicas o privadas nacionales, en las materias de su competencia
7. Representar al ministerio en los actos y gestiones que le sean encomendados
8. Ejecutar y hacer cumplir la legislación sobre las materias de su competencia
9. Otras funciones que le asigne el/la ministro/a y aquellas que le sean dadas por normativa expresa

## Organización
Tiene a su cargo:
- Dirección General de Políticas y Regulación en Comunicaciones
- Dirección General de Programas y Proyectos de Comunicaciones
- Dirección General de Autorizaciones en Telecomunicaciones
- Dirección General de Fiscalizaciones y Sanciones en Comunicaciones

## Lista de viceministros
- Carlos Alberto Sotelo López (2021)
- Juan Bartet Rosas (1985-1988)
- Pedro Heredia Martinetti
- Luis Alberto Maraví
- Percy Fernández Pilco
- Edwin Santos Esparza (2001)
- José Ignacio Távara Martin (2001-2002)
- Juan Antonio Pacheco Romaní (2004-2006)
- Cayetana Aljovín Gazzani (2006-2008)
- Gonzalo Martín Ruíz Díaz (2008-2009)
- Jorge Luis Cuba Hidalgo (2009-2011)
- Raúl Pérez-Reyes Espejo (2011-2014)
- Francisco Javier Coronado Saleh (2015-2016)
- Carlos Rafael Valdez Velásquez-López (2016-2017)
- Rosa Virginia Nakagawa Morales (2018-2020)[1]
- Diego Carrillo Purin (2020-2021)[2]
- Harold Junior Mora Rojas (16 días)
- Carlos Alberto Sotelo López (mes y medio)
- Virgilio Fredy Tito Chura (Enero 2022-Septiembre 2022)
- Víctor Omar Álvarez Herrera (Septiembre 2022-Enero 2023)
- Patricia Cristina Carreño Ferré (Enero 2023-Septiembre 2023)
- Carla Paola Sosa Vela (Septiembre 2023-Actualidad)